# Asplenium setularioides
Asplenium setularioides är en svartbräkenväxtart som beskrevs av Bak. Asplenium setularioides ingår i släktet Asplenium och familjen Aspleniaceae. Inga underarter finns listade.